# موقور (آتیراو)
موقور (قزاقی: Мұқыр) یک منطقهٔ مسکونی در قزاقستان است که در استان آتیراو واقع شده است.